# 亞歷山大·克羅夫多·蕭
亞歷山大·克羅夫多·蕭（1846年6月26日—1902年3月13日）是加拿大籍英國聖公會差會傳教士，於1873年起在日本傳道。蕭氏也因在輕井澤成立教會和避暑別莊，使當地重新興盛而被尊為「輕井澤之父」。

## 早年生涯
亞歷山大·克羅夫多·蕭，在1846年6月26日於加拿大多倫多出生，是亞歷克斯·蕭（Alex Shaw）少校與妻子葛雷絲·麥昆（Grace McQueen）的長嗣，為有名的蘇格蘭職業軍人家族的後裔。:133,380蕭氏在1867年於加拿大三一學院（現為多倫多大學的一部份）修讀神學並取得一級榮譽學位，兩年後獲得碩士學位。蕭氏在加拿大出任堂區牧師一段時期之後，隻身前往倫敦並在哈弗斯托克聖三一堂（Holy Trinity, Haverstock Hill）堂區牧師艾華·利韋斯·庫茨（Edward Lewes Cutts）手下工作。
1872年12月20日，蕭氏出席了在皇家阿爾伯特音樂廳舉行的遇害傳教士約翰·帕特森（John Coleridge Patteson）紀念式，蕭氏在會上決定參加在中國或日本的宣教工作。

## 在日傳教活動
蕭氏與愛爾蘭籍傳教士威廉·波爾·萊特（William Ball Wright）在英國聖公會差會（SPG）派遣下，於1873年9月25日經美國抵達日本橫濱，成為該會首批在日傳教士。
在諮詢時任英國駐日特命全權公使與領事巴夏禮爵士後，二人選擇離開築地居留地，以便與當地居民接觸傳教。在英國使館工作人員的協助下，二人在東京中心地帶三田，慶應義塾附近的大松寺定居。
1874年春，蕭氏開始在慶應義塾創辦人福澤諭吉的家中居住，最初為福澤府上的家庭教師，其後也開始在為學生授課。於福澤宅邸居住的兩年間，蕭氏也在大松寺講授主日學。對於基督教教義和實踐受質疑或誤解時，蕭氏會在日語報紙撰文回應:152。
1877年，蕭氏在好友福澤諭吉的協助下購得芝公園附近的一幅土地，並在該地建築居所。兩年後，蕭氏在構地內建立聖安得烈堂:149。初代教堂為紅磚建築，由曾設計工部大学校的英籍法裔建築師波昂維爾（Charles Alfred Chastel de Boinville）經手:150，興建資金大部份是來自在東京居住的外國人捐助所得:149。教堂建成自初期就為日語信眾和英語信眾共同使用:66，也是培訓聖職人員重地。教堂於1894年由使命教會成自治教會，並由今井寿道擔任主任牧師:159。初代紅磚建築於同年東京地震中損壞:65，嗣後重建之建物又於1944年東京大空襲中燒燬。現今的聖安得烈堂為戰後重建，也是日本聖公會東京教區座堂。
1886年，愛德華·別克司蒂（Edward Bickersteth）前往東京出任日本聖公會主教，留日共計11年。別克司蒂主教於1888年任命蕭氏為日本北部會吏長。

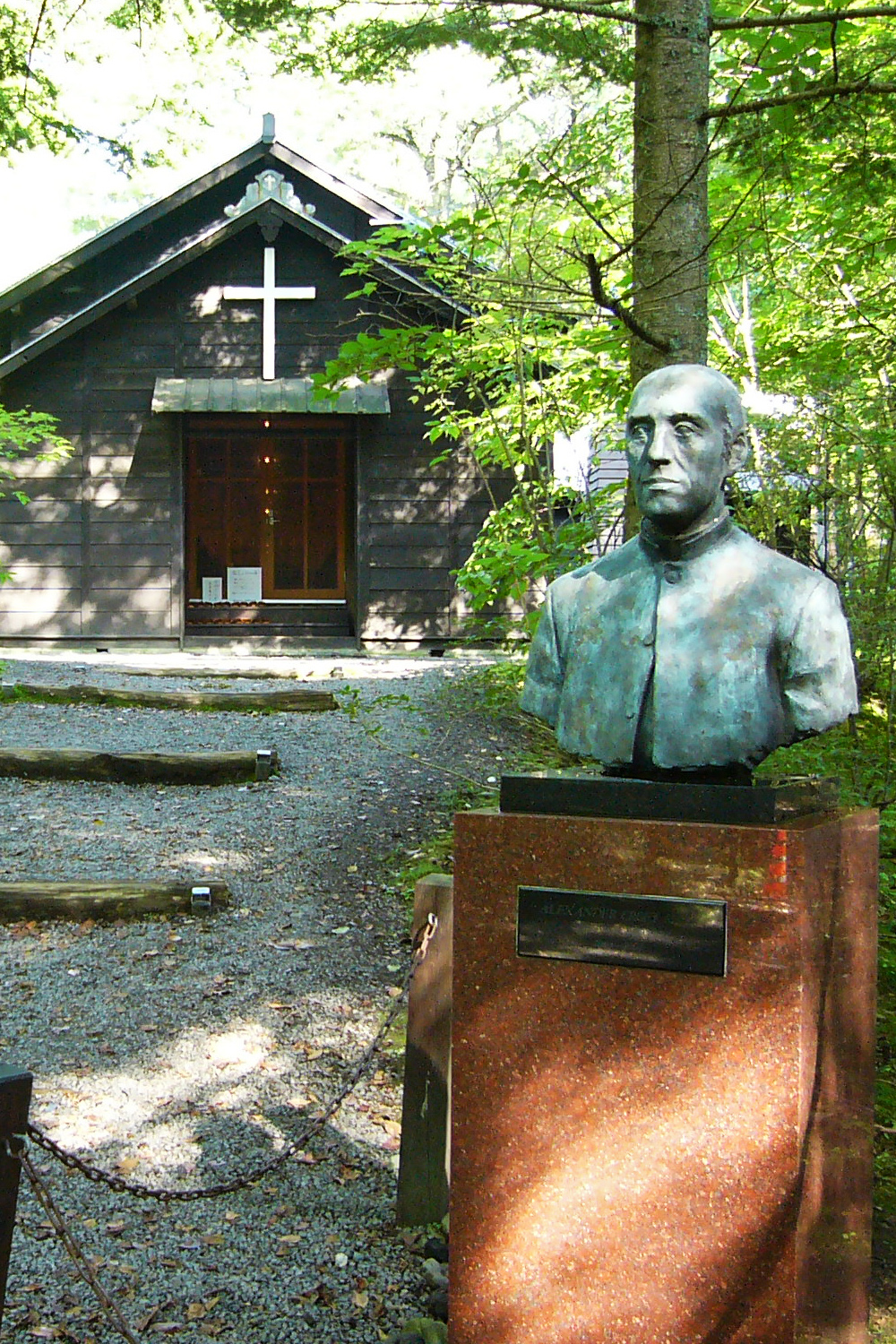
輕井澤蕭紀念禮拜堂

蕭氏也因與友人詹姆斯·梅·迪臣推廣輕井澤為避暑勝地而被譽為「輕井澤之父」。舊輕井澤地區的熱門旅遊景點「蕭紀念禮拜堂」是當地最古老的禮拜堂，為蕭氏當年成立的教會。
在日除了佈道之外，蕭氏也積極參與平權的遊說活動。蕭氏於1890年在徵得別克司蒂主教同意後，連同東京的神職人員全體簽名上書時任英國駐日特命全權公使與領事休·福瑞澤（Hugh Fraser），要求修訂不平等條約並廢除英國在日治外法權，最後促成《日英通商航海條約》的簽訂。
蕭氏於1902年死於流感併發心臟衰竭，享年五十有五，葬於青山靈園。蕭氏遺孀其後獲明治天皇接見並贈與1,000日圓，以表其對日本貢獻之謝意。:432